# Теория символической конвергенции
Теория символической конвергенции (англ. Symbolic convergence theory) — коммуникационная теория, описанная почётным профессором Университета Миннесоты Эрнестом Борманном, согласно которой общие фантазии внутри одной группы людей способны сплотить её, создать общую социальную реальность. Теория объясняет возникновение консолидации внутри группы, в которой люди разделяют общие эмоции, мотивы и значения.

## Возникновение теории
Борманн впервые выдвинул теорию в 1972 году, в ежеквартальном академическом журнале Национальной Ассоциации Коммуникаций (англ. National Communication Association) «Quarterly Journal of Speech», издаваемом британским издательским домом Routledge, в статье «Фантазии и риторическое видение. Риторическая критика социальной реальности». (англ."Fantasy and rhetorical vision: The rhetorical criticism of social reality").
Спустя 10 лет, в 1982 году Борманн публикует в том же журнале статью под названием «Фантазия и риторическое видение: десять лет спустя» (Fantasy and rhetorical vision: Ten years later).
В дальнейшем, вместе с коллегами Джоном Крейганом и Дональндом Шилдсом, Борманн публикует несколько работ в поддержку своей теории.

## Особенности

### Темы фантазий
Понятие «фантазия» в теории символической конвергенции является частным термином и в рамках теории не следует путать его с другим распространенным определением термина, который означает нечто мнимое, воображаемое, не обоснованное в действительности. Напротив, фантазия в рамках данной теории означает то, как сообщества людей конструируют свою социальную реальность. Греческий корень слова «phantastikos» означает способность представить или показать разуму, сделать видимым.
Тема фантазии — это способ для людей представить или показать групповому сознанию, чтобы сделать видимым (понятным) общий опыт и превратить его в общественное знание.
Тема фантазии состоит из преувеличенного сообщения, герои которого разыгрывают инцидент или серию инцидентов в обстановке, не связанной по времени с людьми, участвующими в коммуникативном эпизоде. Темы фантазий часто повествуют о живых людях, исторических персонажах или воображаемом будущем. Некоторые преувеличенные сообщения вызывают символический взрыв в виде цепной реакции, к которой члены присоединяются, пока вся группа не оживает.
Как только динамический процесс обмена групповой фантазией создаст символическую конвергенцию внутри группы, у ее членов появится синдром «внутренней шутки».

### Внутренние шутки
Внутренняя шутка — это коммуникативный эпизод, в котором спикер ссылается на ранее разделяемую фантазию, содержащую невербальный сигнал, знак, кодовое слово, слоган, ярлык, имена героя или злодея, сюжет рассказа. Это краткое и зашифрованное (для сторонних наблюдателей) сообщение вызывает отклик, соответствующий по своему настроению и тону с исходной реакцией участников группы, когда они впервые конструировали восприятие этой фантазии. Феномен внутренней шутки позволяет развивать типы фантазий.

### Типы фантазий
Тип фантазии — это повторяющийся сценарий в культуре группы. Часто группы людей рассказывают множество историй, схожих по теме и действию. Эти истории, по сути, будут находиться в одной и той же повествовательной рамке, но с разными персонажами и немного разными инцидентами. По мере того, как члены группы развивают свою культуру, они начинают использовать типы фантазий как короткий способ использования старых значений и истины, пробуждения общих эмоций и мотивов, интерпретации новых знаний в терминах старых сценариев.

## Структурные компоненты

### Риторическое видение
Риторическое видение представляет собой единое сочетание различных общих сценариев, которое обеспечивает более широкий взгляд на социальную реальность культуры. Риторическое видение часто объединяется с помощью основной аналогии, которая объединяет различные элементы.

### Риторическое сообщество
Риторическое сообщество состоит из людей, которые участвуют в риторическом видении. Члены риторического сообщества разделяют «внутренние шутки» и будут стремиться реагировать на сообщения теми способами, которые соответствуют их риторическому видению.

### Сага
Сага — подробный рассказ о достижениях и событиях в жизни человека, группы, сообщества, организации или нации. Например, сага обеспечивает общие символические связи, которые связывают участников с официальной организацией и обеспечивают символические аспекты организационной культуры и обычаев. Чтобы функционировать, сага, как и фантазия, должна разделяться членами группы. До тех пор, пока все члены организации или большинство не будут разделять некоторые общие фантазии, то есть, до тех пор, пока у них нет организационной саги, как приверженность членов организации, так и их способность создавать совместный коммуникативный климат будут слабыми.

## Применения теории
Теория символической конвергенции применялась для изучения движения пуритан , католического движения «Рыцари Колумба» , а также в исследовании Холодной войны, процесса принятия решений во время Войны во Вьетнаме.
В исследовании под названием «Выжившие после изнасилований во время Второй конголезской войны: взгляд через призму теории символической конвергенции» («War rape survivors of the Second Congo War: A perspective from symbolic convergence theory») показано то, как жертвы насилия использовали теорию символической конвергенции, чтобы справится с тем, что случилось с ними. Конголезские женщины делились рассказами, чтобы смириться с реальностью изнасилования во время войны и ориентироваться в современном обществе. Посредством тем фантазии женщины подбадривали себя, чтобы путешествовать в новые места. Мало кто согласился принять статус жертвы. Теория символической конвергенции позволяет объяснить как выжившие после изнасилования находят способы смягчить свои страдания.

## Критика
Эмм Гриффин в своей книге «Первый взгляд на коммуникационную теорию» выделил четыре критерия теории символической конвергенции, которые делают ее объективной:
1. Теория объясняет, что происходит и почему это происходит: она может помочь разобраться в хаотичных групповых дискуссиях, когда члены группы говорят одновременно и допускают красочные отступления. Согласно теории, красочные отступления и шумные разговоры не являются признаками ошибочного процесса: скорее, они являются свидетельством того, что группа выстраивает цепочку фантазий и развивает групповое сознание. Сильной стороной теории является именно объяснение того, как группы становятся сплоченным. Гриффин, говоря о первом критерии, тем не менее, ссылается на критику профессора по коммуникациям Бостонского колледжа Джеймса Олуфовотта. В ответной критике, нацеленной на усовершенствование теории, Олуфовотт утверждает, что теория не в полной мере объясняет, почему люди склонны преувеличивать реальность и делиться фантазиями.
2. Теория предсказывает, что произойдет. Теория символической конвергенции ясно предсказывает, что как только у членов группы выстроится цепь фантазий, возникнет символическая конвергенция. Теория даже предполагает, что без общих фантазий не будет никакой сплоченности.
3. Теория разъясняет ценности людей: она подчеркивает ценности риторического сообщества, путем создания общего языка, сближения умонастроений и эмпатической коммуникации. Однако эта теория объясняется на примере бесконфликтных групп, игнорируются различия между членами одной и той же группы, не рассмотрено внутреннее напряжение, которое ощущает член группы, когда множественные риторические видения, которые он испытывает, не попадают в общую цепь.
4. Теория предлагает новое понимание людей. Исследователи тем фантазий раскрывают риторическое видение, столь же разнообразное, как и изучаемые сообщества. Гриффин отмечает, что, прочитав хорошо написанный анализ тем фантазий, он стал глубже понимать невероятное разнообразие человеческого рода.
Сам Борманн утверждал, что теория не позволяет контролировать человеческое общение.